# Скобель
Ско́бель або струг  — старовинний ручний інструмент теслярів у вигляді прямого або зігнутого ножа з ручками на кінцях, що призначений для здирання кори з колод, та їх первинного обстругування. Маленький скобель у вигляді кільця з гострою крайкою на одній ручці називають скобелкою.
Скобель використовується для зачищення колод при вирубці дерев; після зачищення деревина набуває світлого кольору, часто, якщо ретельність оброблення не надважлива, з проміжками лика. Стіни будинку зі зрубу, оброблені «під скобель», не потребують додаткового обшивання і облицювання, та мають привабливий вигляд природного дерева. Водночас стругом неможливо вирівняти поверхню колоди — залишаються нерівності, що повторюють форму стовбура, і задири від обробки сокирою на сучках.
Скобель, що використовують у бондарстві для стругання деревини переважно називають стругом або кривим стругом (уторником).

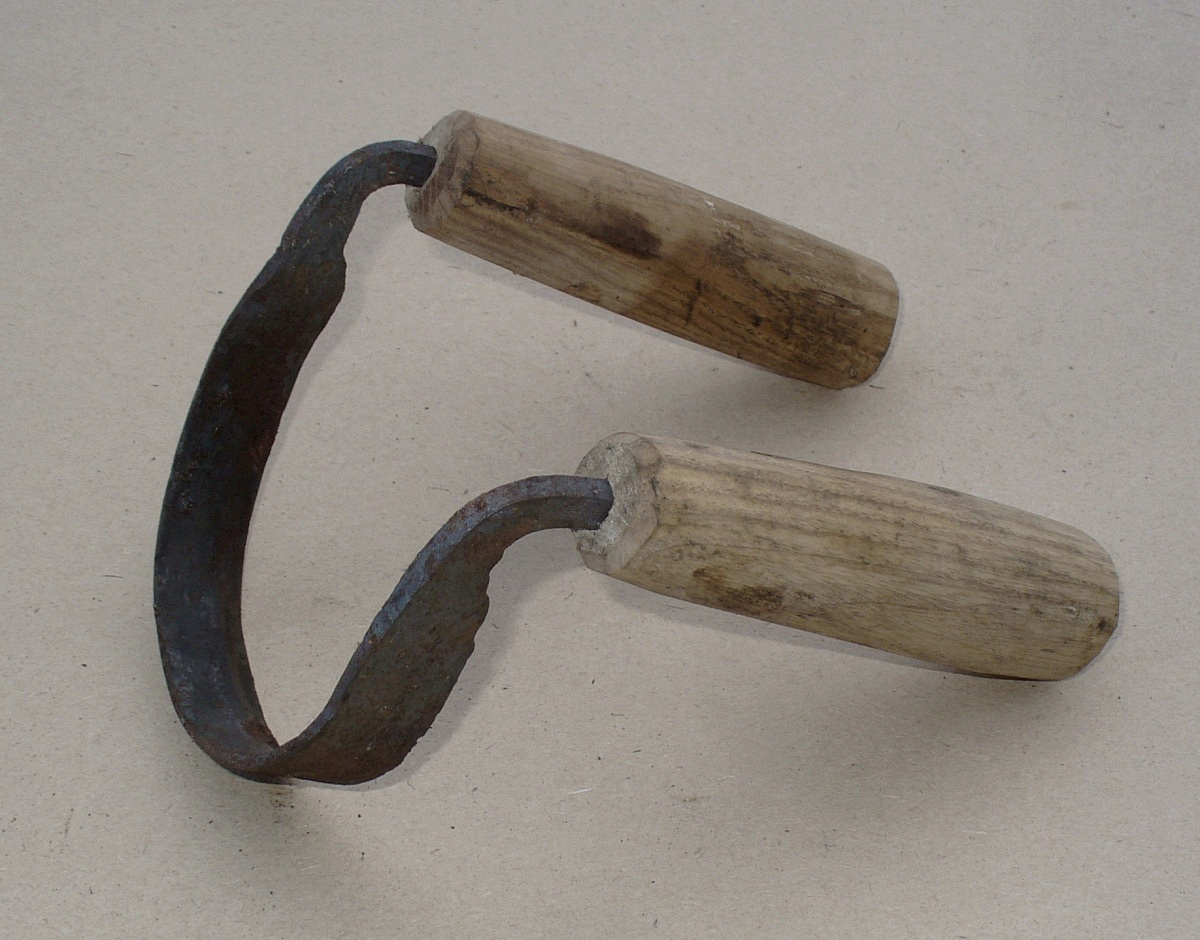
Вигнутий скобель з дерев'яними ручками
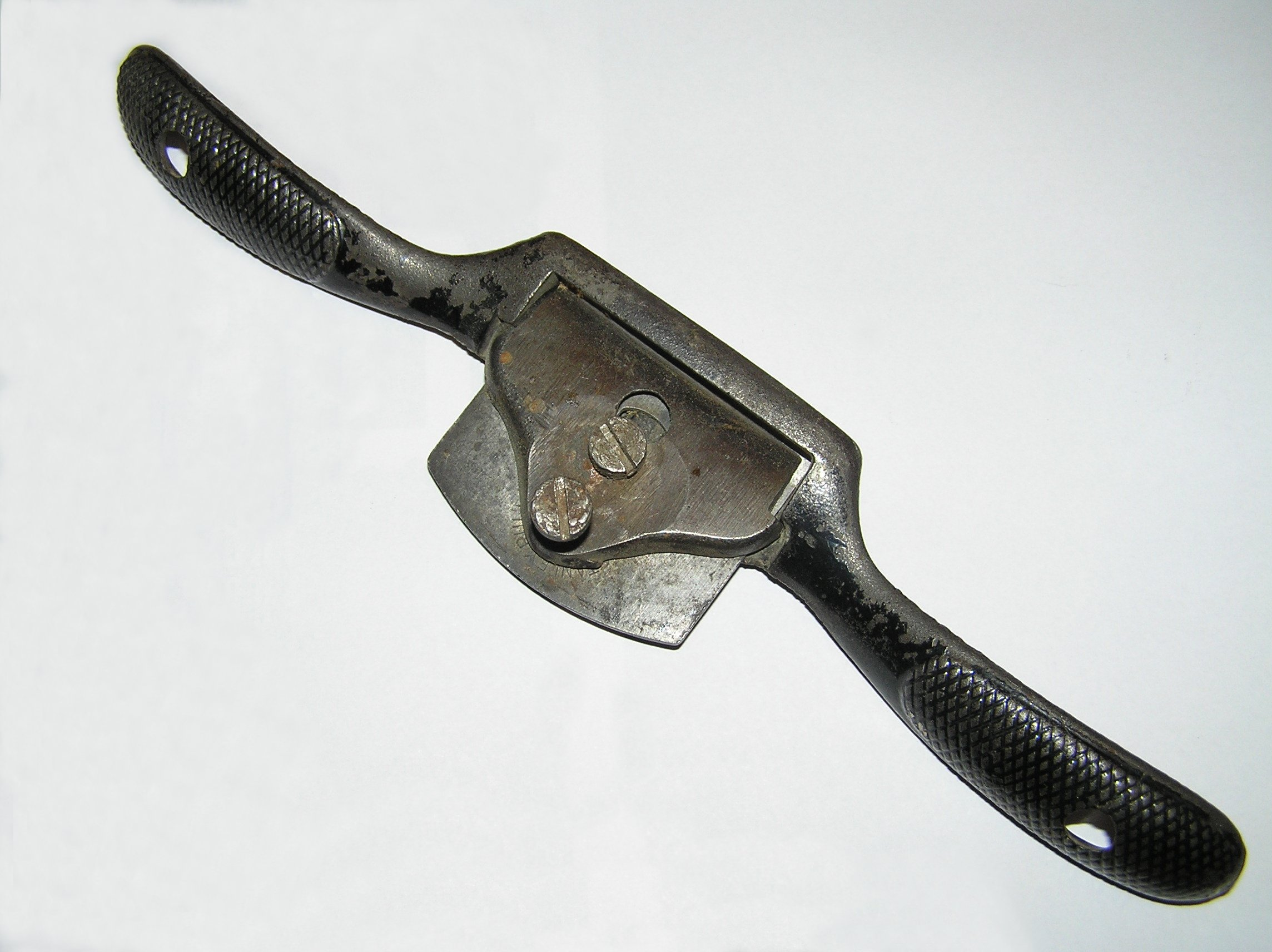
Суцільнометалевий скобель
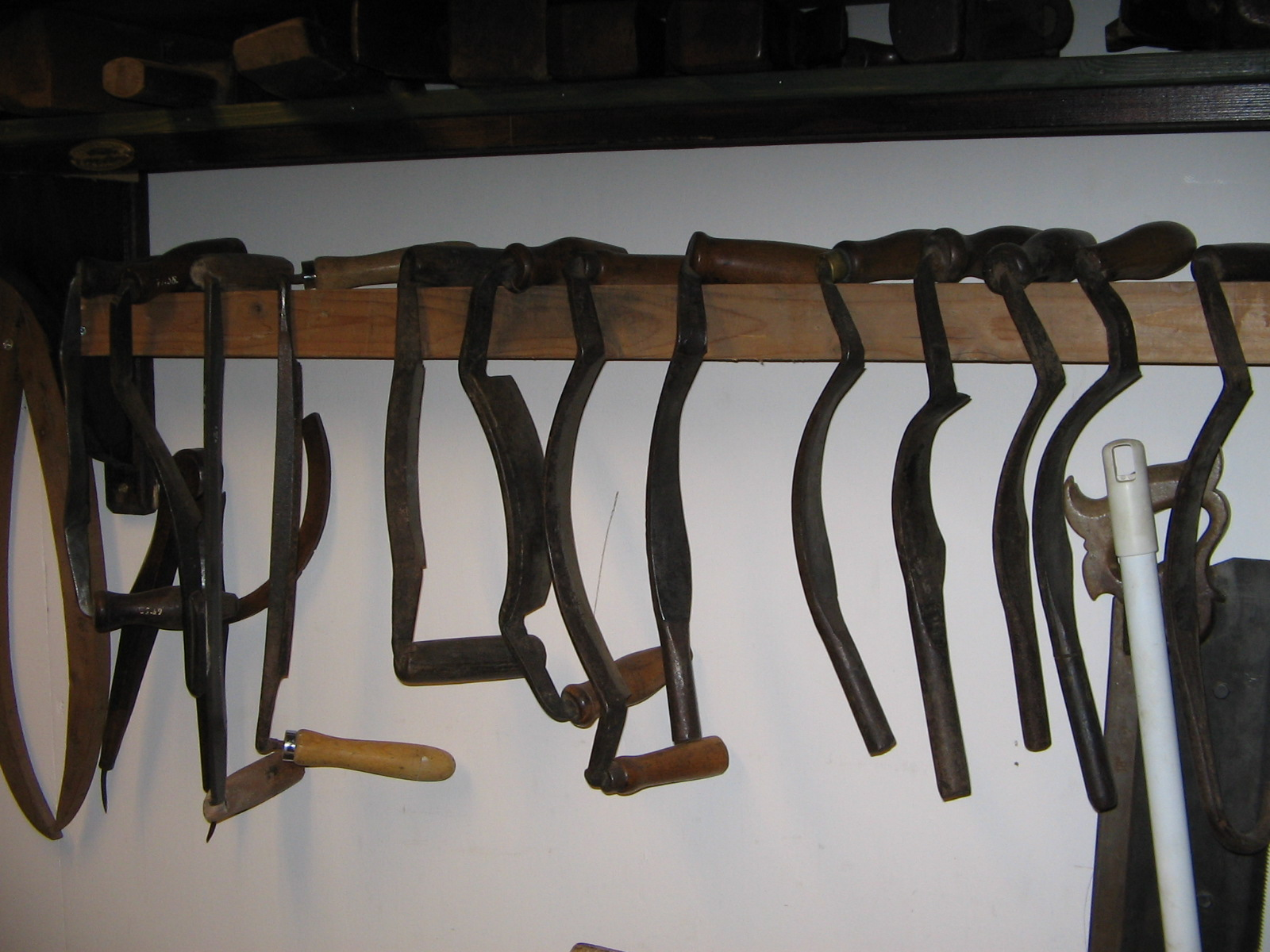
Набір скобелів
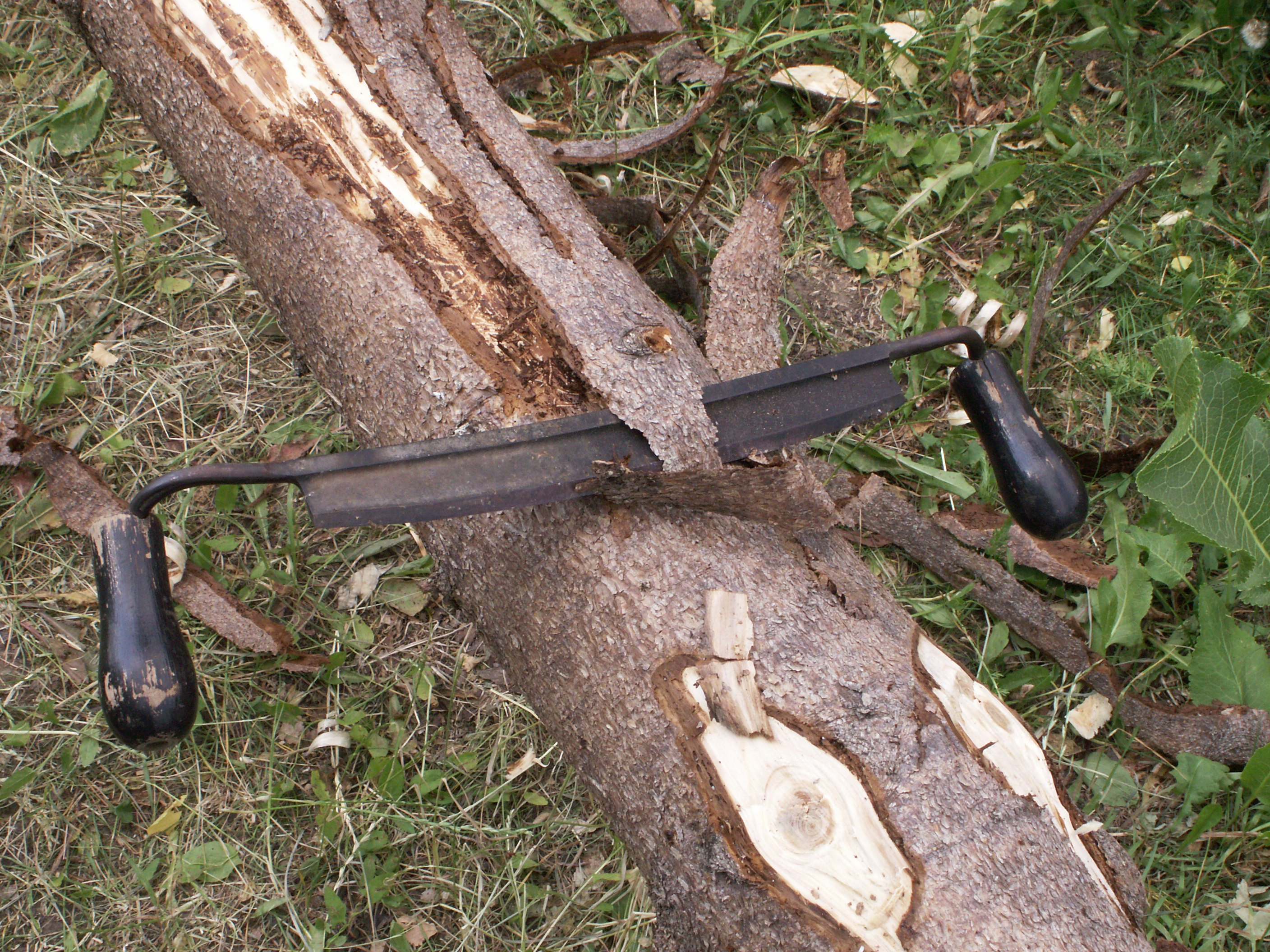
Зняття кори скобелем
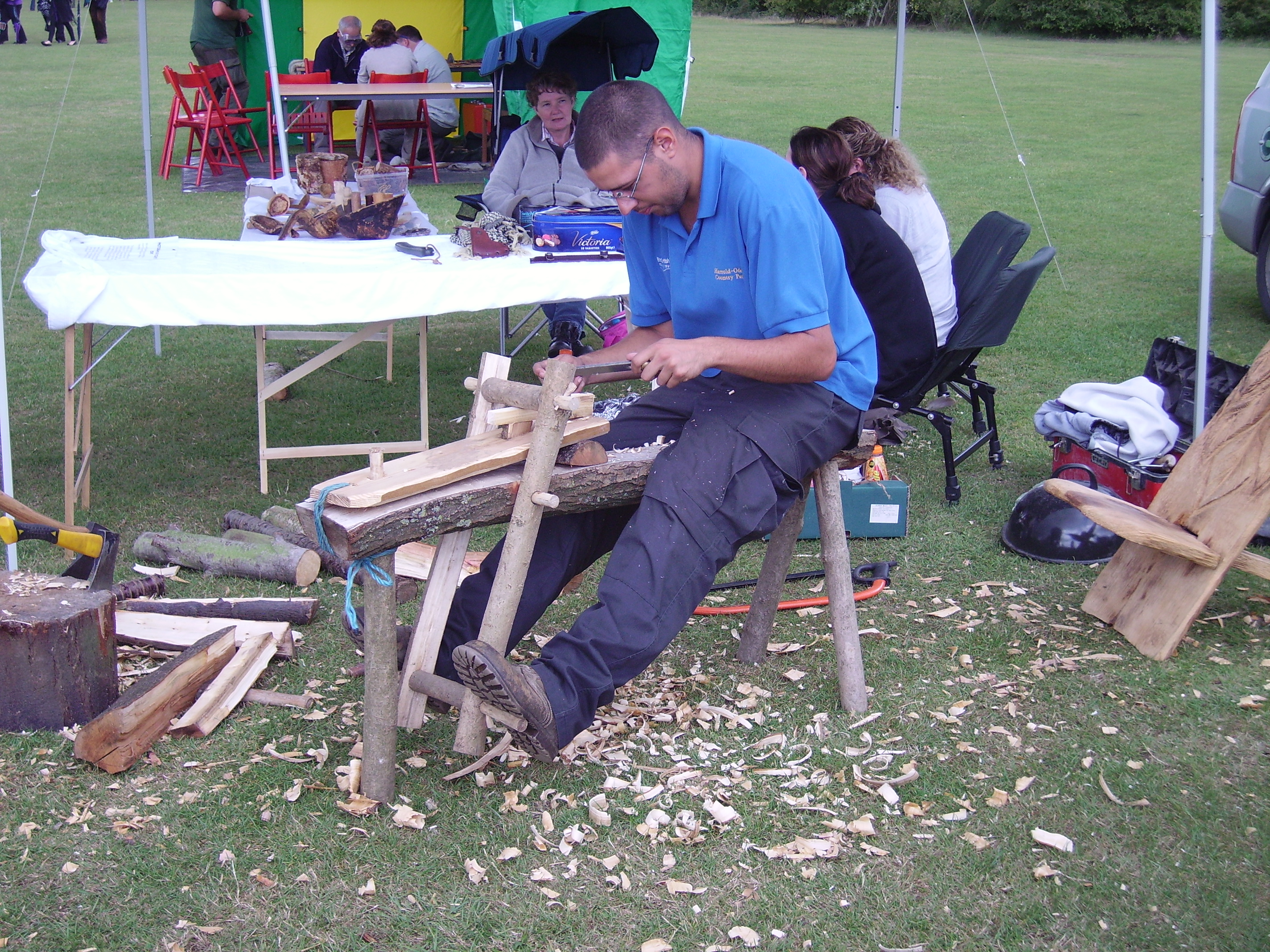
Стругання скобелем